# Гибки
Гибки (бел. Гібкі ) — упразднённый посёлок в Неглюбском сельсовете Ветковского района Гомельской области Беларуси.

## География

### Расположение
В 35 км на северо-восток от Ветки, 57 км от Гомеля.

## Транспортная сеть
Транспортные связи по просёлочной, затем автомобильной дороге Столбун — Гомель. Застройка деревянная, вдоль просёлочной дороги.

## История
Основан в 1920-х годах переселенцами из соседних деревень на бывших помещичьих землях. Во время Великой Отечественной войны 13 жителей погибли на фронте. В 1959 году в составе совхоза «Дружба» (центр — деревня Неглюбка). Поселок являлся центром одной из бригад совхоза "Дружба". В нем находились: начальная школа (для поселков Гибки и Репище), магазин, животноводческая ферма и площадка для стоянки автотракторной техники.
С 29 ноября 2005 года исключён из данных по учёту административно-территориальных и территориальных единиц.

## Население

### Численность
- 2005 год — жителей нет.

### Динамика
- 1940 год — 32 двора, 170 жителей.
- 1959 год — 146 жителей (согласно переписи).
- 1976 год -  48 хозяйств, 132 жителя.
- 1999 год — 10 хозяйств, 12 жителей.
- 2005 год — жителей нет.

## Известные лица
- В. П. Короткий — белорусский художник.